# 小利西夫齊
49°48′32″N 29°30′42″E / 49.80889°N 29.51167°E
小利西夫齊（烏克蘭語：Малі Лисівці）是位於烏克蘭北部的村莊，由基辅州白采爾克瓦區的斯克維拉市鎮負責管轄。該村始建於十七世紀，面積3.12平方公里，海拔高度222米，2001年人口441，人口密度每平方公里141.4人。